# Carl Georg Heise
Carl Georg Heise (* 28. Juni 1890 in Hamburg; † 11. August 1979 ebenda) war ein deutscher Kunsthistoriker. Von 1945 bis 1955 leitete er die Hamburger Kunsthalle.

## Werdegang

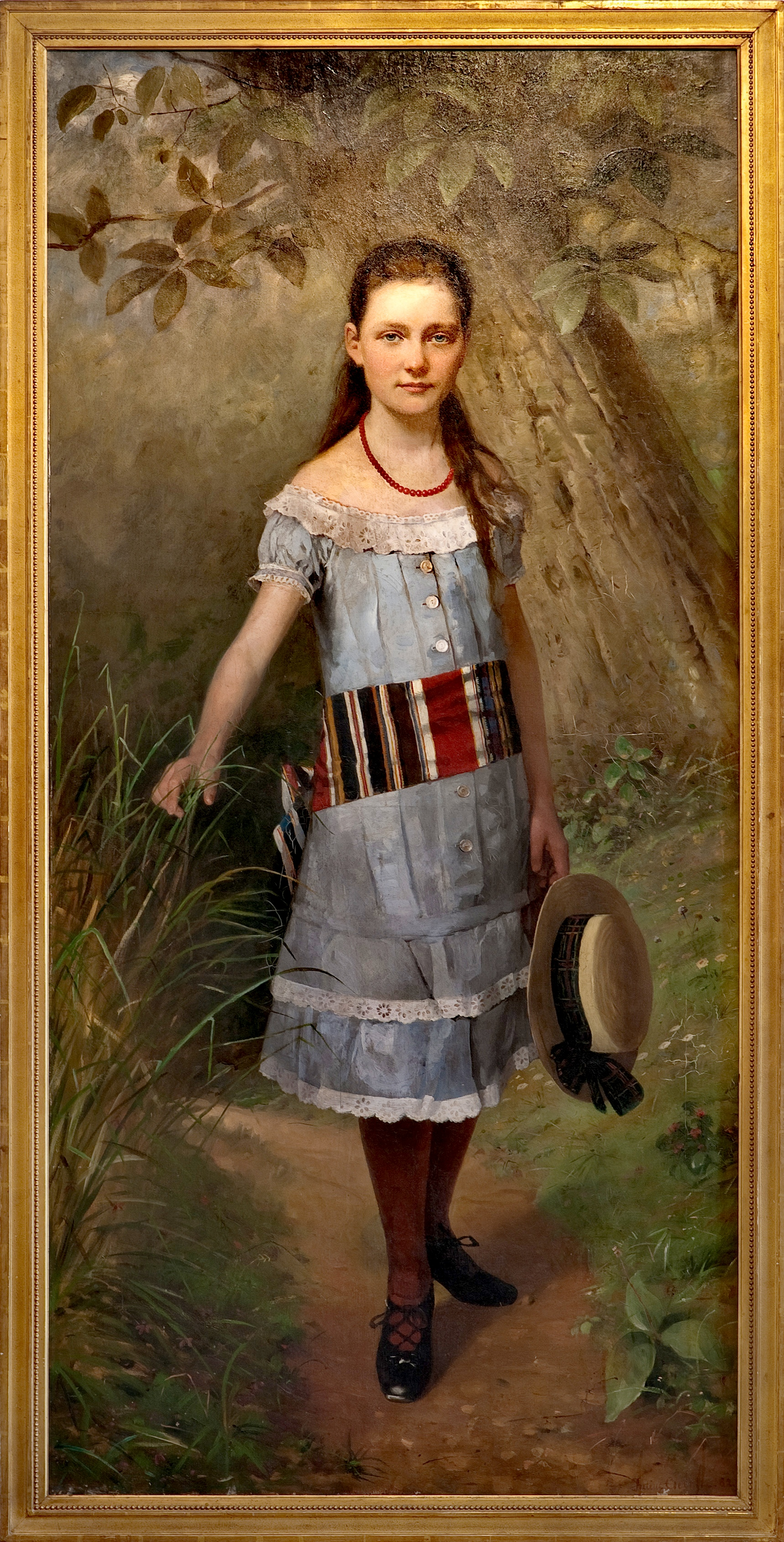
Helene Kaemmerer als Kind

Heise wuchs in einer kunstinteressierten, großbürgerlichen Hamburger Kaufmannsfamilie auf. Er entstammte als einziges Kind der ersten Ehe seiner Mutter Helene Kaemmerer (1869–1953) mit dem Kaufmann Francis Julius Heise (1858–1899). Sein Großvater väterlicherseits (ebenfalls mit Namen Carl Georg Heise) gehörte zu den Gründervätern der Commerzbank, sein Großvater mütterlicherseits war der Kaufmann Georg Heinrich Kaemmerer.
1908 legte Heise sein Abitur an der Staatlichen Oberrealschule auf der Uhlenhorst ab. Konfirmiert wurde er von Nicolai von Ruckteschell. Um 1906 wurde Aby Warburg sein Mentor, der ihm ein Studium der Kunstgeschichte bei Wilhelm Vöge in Freiburg empfahl. Anschließend ging er zu Adolph Goldschmidt nach Halle und, gegen Warburgs Rat, zu Heinrich Wölfflin nach München. 1910 unternahm er mit Wilhelm Waetzoldt und Warburg eine Italienreise, die ihn nach Venedig, schließlich nach Ferrara führte, wo Warburg an den Fresken im Palazzo Schifanoia forschte, 1912 reiste Warburg mit ihm zum Kunsthistorikerkongress nach Rom. 1914 wurde er als Kriegsfreiwilliger abgewiesen und studierte in Berlin und  Kiel. Dort wurde er am 28. Oktober 1916 bei Graf Vitzthum mit einer Arbeit über die norddeutsche Malerei des Mittelalters, die er Warburg widmete, promoviert. 1916 wurde Heise Mitarbeiter an der Hamburger Kunsthalle, wo er im Auftrag von Gustav Pauli einen Bestandskatalog der älteren Gemälde des Museums erstellte. 1919 bis 1921 gab er zusammen mit Giovanni Mardersteig und anfänglich auch Kurt Pinthus die Zeitschrift Genius. Zeitschrift für werdende und alte Kunst heraus.

## Wirken

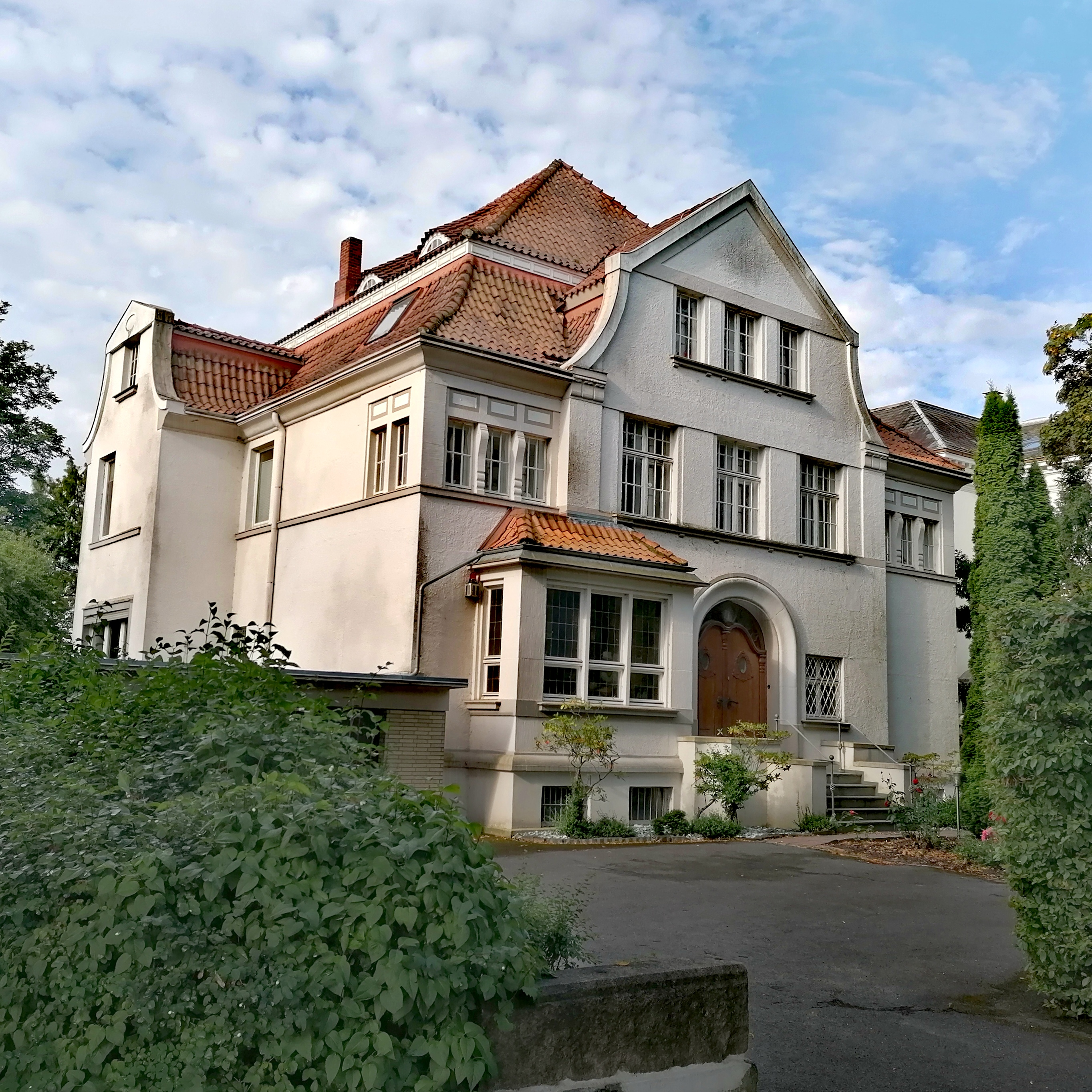
Roeckstraße 40

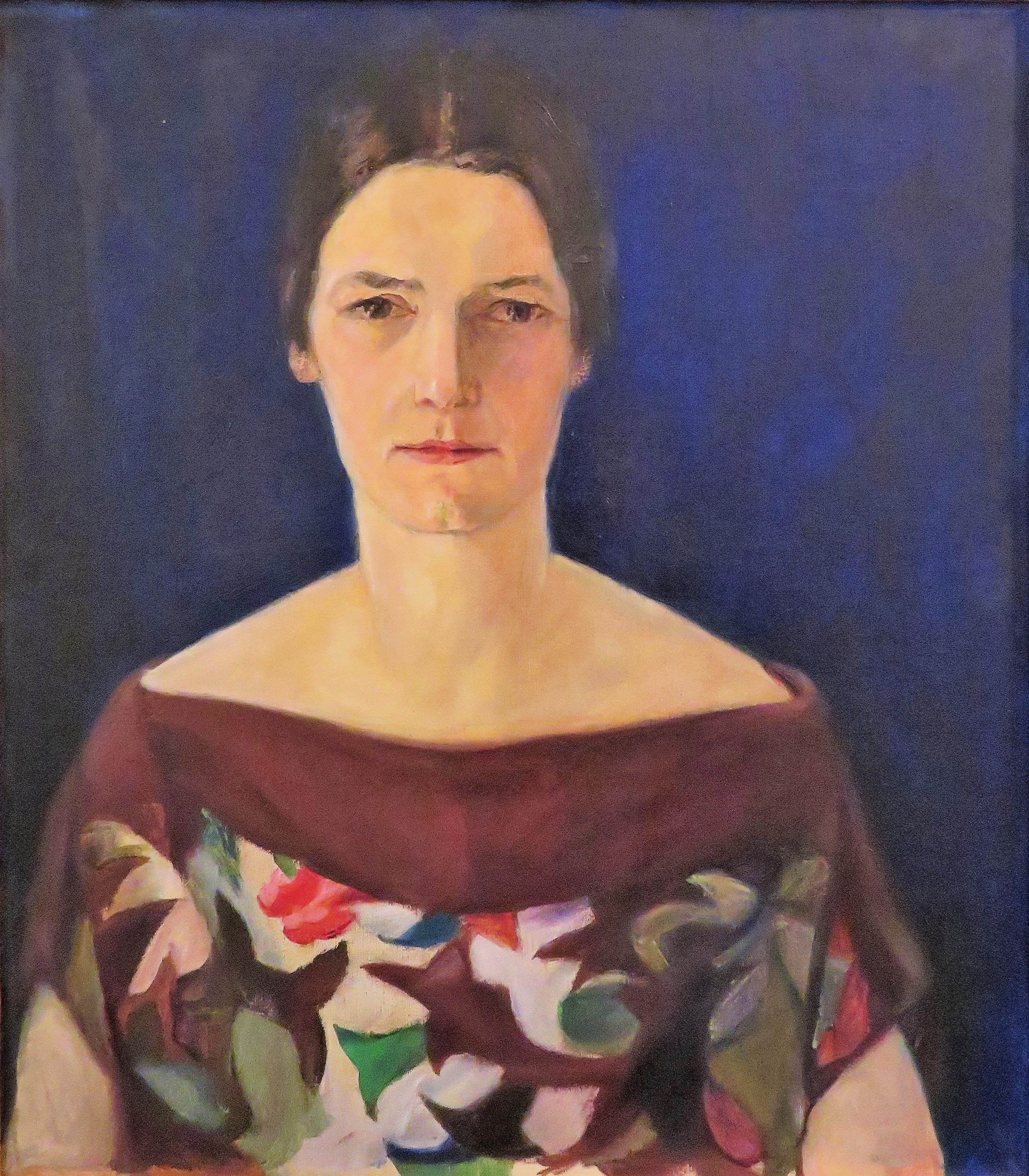
Erich Dummer: Portrait Hildegard Heises

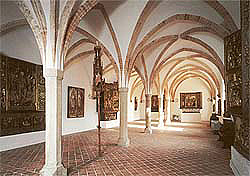
St.-Annen-Kloster Lübeck

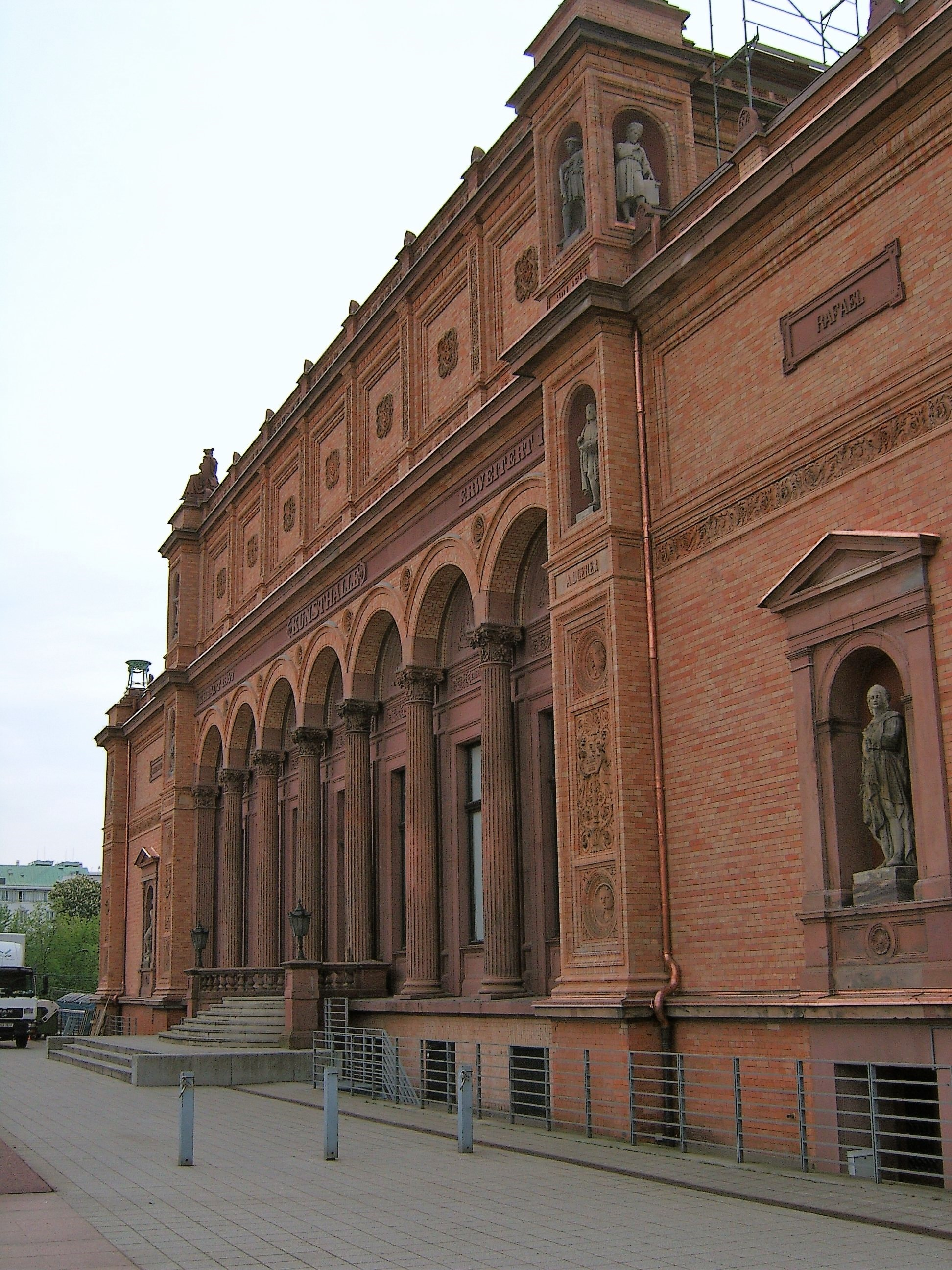
Kunsthalle Hamburg, Altbau

Am 1. Mai 1920 begann der in einer Wohnung der Roeckstraße 40 wohnende Museumsdirektor des St.-Annen-Museums in Lübeck seine Tätigkeit in der Nachfolge von Karl Schaefer. Er war ein Förderer der Malerin Else Wex-Cleemann und des Lübecker Malers Erich Dummer, organisierte u. a. dessen Ausstellung im Herbst des Jahres 1929 und verfasste dessen Nachruf in den Lübeckische Blättern. Dummer zeigte sich mit einem Porträt der Frau seines Förderers hierfür erkenntlich. 1926 entwickelte Heise die Jubelkugel als Lotterie zur privaten Finanzierung der 700-Jahr-Feier der Stadt Lübeck, die mit einer Ausstellung Lübeckische Kunst außerhalb Lübecks auch zu einer großen Darstellung der Bedeutung Lübecks für die Kunst in ganz Nordeuropa wurde. Carl Georg Heise initiierte im Jahr 1929 eine der ersten Ausstellungen für Fotografen. Gezeigt wurden Bilder von Albert Renger-Patzsch, Emil Otto Hoppé, Hugo Erfurth und Wilhelm Castelli, einem jungen Lübecker Fotografen. 1931 veranstaltete er eine Ausstellung in der Overbeck-Gesellschaft aus Anlass des 400-jährigen Bestehens des Katharineums zusammen mit dem Zeichenlehrer Hans Peters mit Arbeiten der Schüler.
Durch sein vehementes Eintreten für die neuere deutsche Kunst wurde er im Zuge der Gleichschaltung am 29. September 1933 aus seinem Amt entlassen, das er noch bis zum 1. Januar 1934 versah. Sein Amt wurde bis zum Amtsantritt seines Nachfolgers Hans Schröder im Juni 1934 von seinem Stellvertreter Theodor Riewerts kommissarisch geführt. 1928 bis 1933 bewohnte er in Lübeck das Zöllnerhaus am Burgtor, das zuvor Ehrenwohnung der Schriftstellerin Ida Boy-Ed gewesen war. Heise erwarb während seiner Lübecker Zeit Werke von Expressionisten wie Ernst Barlach (für die Katharinenkirche), Franz Marc und besonders Edvard Munch sowie Fotografien der Neuen Sachlichkeit von Albert Renger-Patzsch. Auf seine Initiative hin wurde 1921 das heutzutage unter dem Namen Behnhaus bekannte Gebäude für die Stadt erworben und als Museum ausgebaut. Er ist auch der Wegbereiter der Museumskirche St. Katharinen, die er visionär als Skulpturenhalle Lübecker Kunst im Ostseeraum sah, woran der Gipsabguss der St.-Jürgen-Gruppe von Bernt Notke noch heute erinnert. Viele seiner Erwerbungen wurden später im Rahmen der Ausstellung „Entartete Kunst“ gezeigt.
Von 1933 bis 1945 lebte das Ehepaar Heise in Berlin, wo Heise als Berater des Gebr. Mann Verlags und Kunstschriftsteller, u. a. für die Frankfurter Zeitung, tätig war. Ihr Wohnungsnachbar war Theodor Heuss, zu dem das Ehepaar freundschaftlichen Kontakt knüpfte.
Nach dem Krieg leitete er von 1945 bis 1955 die Hamburger Kunsthalle, den Hamburger Kunstverein und hatte eine Professur an der Universität Hamburg inne. Die kunstgeschichtliche Sammlung Heise mit 9000 Titeln ist heute in der Staats- und Universitätsbibliothek Bremen untergebracht. Er gilt als bedeutender Förderer der deutschen Klassischen Moderne. Der Senat zeichnete ihn für sein Wirken 1960 mit der Medaille für Kunst und Wissenschaft der freien und Hansestadt Hamburg aus.
Heise war seit Juli 1922 verheiratet mit Hildegard, Tochter des dem Alldeutschen Verband angehörenden Bürgermeisters Johann Martin Andreas Neumann.
Von 1960 bis 1973 lebte das Ehepaar in Nußdorf am Inn, ab 1975 dann wieder in Hamburg-Rissen.
Carl Georg Heise verstarb am 11. August 1979 in Hamburg. Er wurde am 17. August 1979 auf dem Niendorfer Friedhof im Familiengrab der Heises beigesetzt.

## Auszeichnungen
- 1950: Carl-Julius-Milde-Medaille von der Gesellschaft zur Beförderung gemeinnütziger Tätigkeit[9]
- 1960: Denkmünze in Gold von der Gesellschaft zur Beförderung gemeinnütziger Tätigkeit[10]

## Schriften
- Als Herausgeber, Unterhaltung mit Friedrich dem Großen. Tagebücher des Henri de Catt 1758–1760. Übersetzt von Clara Hertz. Kiepenheuer, Weimar 1916.
- Norddeutsche Malerei. Studien zu ihrer Entwicklungsgeschichte im 15. Jahrhundert von Köln bis Hamburg. Wolff, Leipzig 1918.
- Giovanni Mardersteig (Hrsg.): Genius. Bilder und Aufsätze zu alter und neuer Kunst. Wolff, München 1920.
- Lübecker Plastik. Cohen, Bonn 1926.
- Lübecker Kunstpflege 1920–1933. Im Auftrage der Vorsteherschaft des Museums für Kunst- u. Kulturgeschichte herausgegeben. Lübeck 1934.
- Fabelwelt des Mittelalters. Phantasie- und Zierstücke Lübeckischer Werkleute aus drei Jahrhunderten. 120 Aufnahmen von W. Castelli. Rembrandt, Berlin 1936.
- Deutsche Bildschnitzer der Dürerzeit. Günther und Co., Berlin um 1940.
- Persönliche Erinnerungen an Aby Warburg. New York 1947.
- Der Lübecker Passionsaltar von Hans Memling. Ellermann, Hamburg 1950.
- Führer durch die Hamburger Kunsthalle. Christians, Hamburg 1955.
- Ernst Barlach: Der Figurenschmuck von St. Katharinen Lübeck. Reclam, Stuttgart 1956 (= Reclams Universalbibliothek B 9002)
- (Hrsg.): Rembrandt von Rijn, Die Nachtwache 1642. Reclam, Stuttgart 1957.
- Lovis Corinth. Bildnisse seiner Frau. Reclam, Stuttgart 1958.
- Der gegenwärtige Augenblick. Reden und Aufsätze aus vier Jahrzehnten. Gebr. Mann, Berlin 1960.
- Das Museum in Gegenwart und Zukunft. Festvortrag zur Jahrhundertfeier des Wallraf-Richartz-Museums. Köln 1961.
- Grosse Zeichner des XIX. Jahrhunderts. Gebr. Mann, Berlin 1959.
  - Neuauflage: Büchergilde Gutenberg, Frankfurt am Main 1960.
- Carl Georg Heise: Persönliche Erinnerungen an Aby Warburg (= Gratia. Band 43). Herausgegeben und kommentiert von Björn Biester und Hans-Michael Schäfer. Wiesbaden, Harrassowitz 2005, ISBN 3-447-05215-5.